# Temps des fêtes

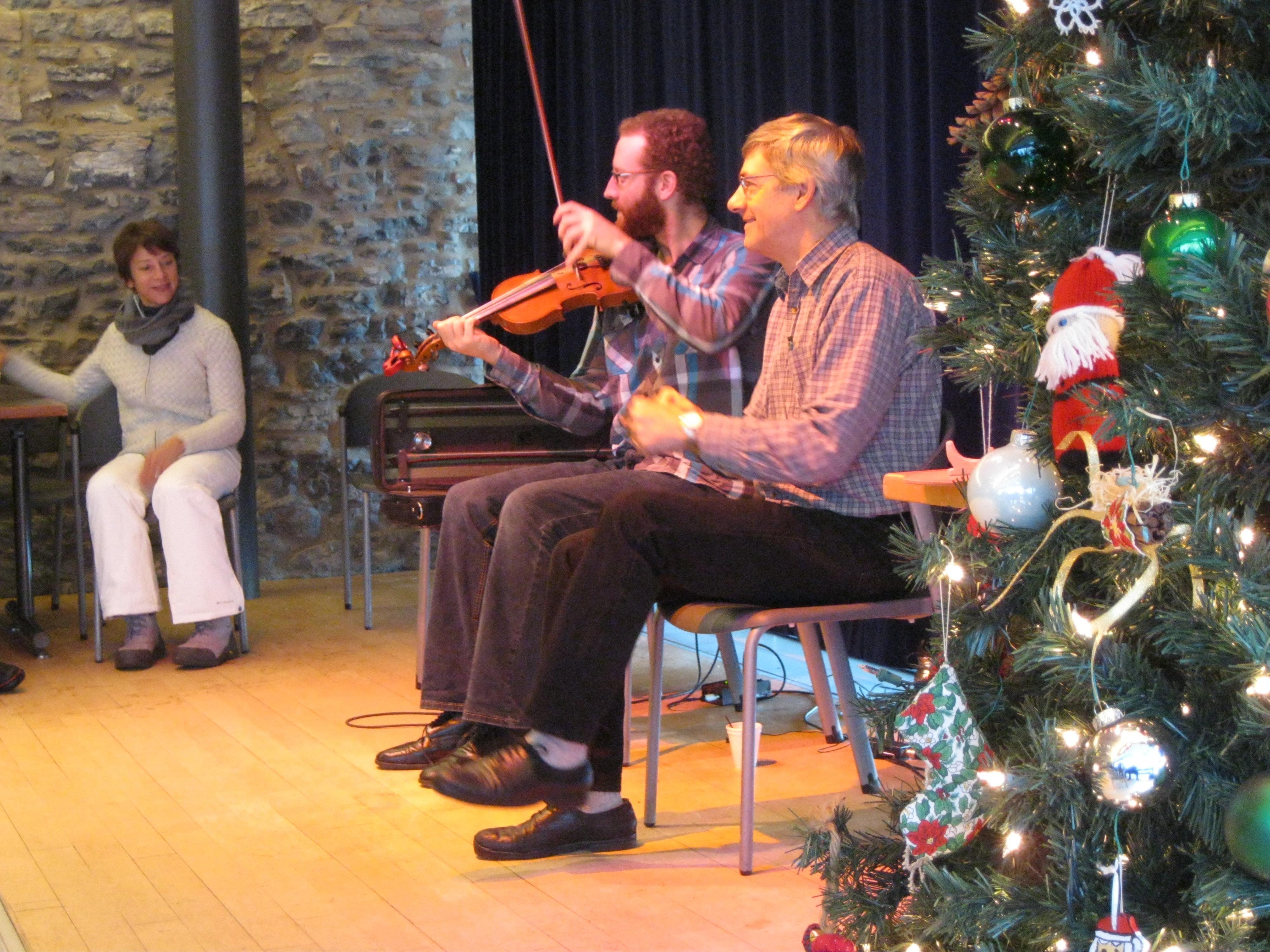
Fête au musée de la place Royale.

Le temps des fêtes (ou temps des Fêtes) est un québécisme qui désigne la période annuelle qui commence un peu avant Noël pour se terminer environ à la fête des Rois (Épiphanie) ou peu après, en passant par le jour de l'An. Cette période, propre à l'hémisphère nord (États-Unis, Canada, Russie, etc.), englobe plusieurs fêtes religieuses et profanes de fin d'année. Pour cette raison, sa durée n'est pas clairement délimitée.
Elle est souvent marquée par des événements festifs dans différents cadres (famille, travail, espaces publics) et des échanges de cadeaux. Elle correspond souvent à des vacances scolaires de durée variable selon les pays, mais aussi à de nombreux jours de congés professionnels.